# Johann Samuel Patzke

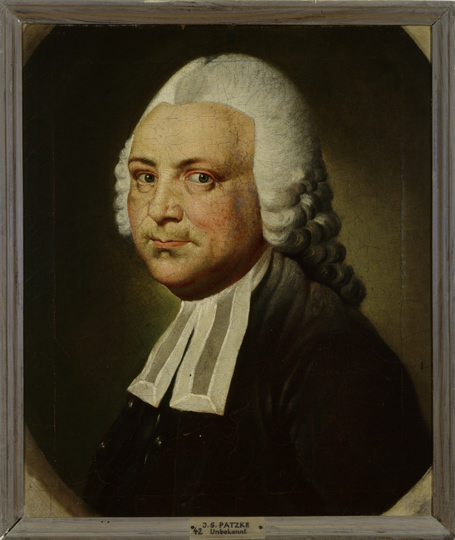
Johann Samuel Patzke, um 1770, Gleimhaus Halberstadt

Johann Samuel Patzke (* 24. Oktober 1727 in Seelow bei Frankfurt (Oder); † 14. Dezember 1787 in Magdeburg) war ein deutscher Pfarrer und Schriftsteller.

## Leben
Patzke war Sohn eines Kontrolleurs bei der Königlichen Accise in Frankfurt und studierte seit 1748 in Frankfurt und ab 1751 in Halle Theologie. Nach dem Studium kehrte er nach Frankfurt zurück und versuchte sich mit eigenen literarischen Arbeiten und Übersetzungen über Wasser zu halten, da er keine Pfarrstelle bekam. Durch die Vermittlung des Berliner Oberhofpredigers August Friedrich Sack wurde er im September 1755 vom Markgrafen von Schwedt mit der Pfarre in Stolzenburg betraut. Dort heiratete er am 3. Mai 1758 die Jungfer Gross und siedelte im Jahre 1759 nach Liezen in der Kurmark über. Im August 1761 wurde er zum zweiten Prediger an die Heiliggeistkirche nach Magdeburg berufen. Versuche, eine Predigerstelle in Kopenhagen zu erhalten oder die Nachfolge des verstorbenen Propstes Bake am Pädagogium Kloster Unser Lieben Frauen anzutreten, schlugen fehl. 
Neben seinen kirchlichen Aufgaben widmete er sich in den folgenden Jahren verstärkt literarischen Arbeiten, wobei die persönliche Bekanntschaft mit dem Buchhändler und Verleger Friedrich Nicolai sehr von Vorteil war. Hervorzuheben ist seine Übersetzung des „Tacitus“, die er gemeinsam mit dem Rektor der Domschule Johann Eustachius Goldhagen bearbeitete. Einen weiteren Schwerpunkt seiner Arbeit entfaltete er auf publizistischem Gebiet, die mit der Gründung der moralischen Wochenschrift Der Greis (1763–1765) ihren Anfang nahm. 1771 gründete Patzke wieder eine neue Zeitschrift Der Wohltäter (1772–1773) und anschließend eine weitere unter dem Titel Wöchentliche Unterhaltungen (1777–1779), die beide der Faber-Verlag in Magdeburg herausgab. Für den Magdeburger Musiker und Komponisten Johann Heinrich Rolle war Patzke ein wichtiger Textdichter, der viele Vorlagen für seine Kompositionen lieferte. Beide verband eine enge Freundschaft über viele Jahre.
Patzke war Mitbegründer des Gelehrten Clubs später auch  Magdeburger Mittwochsgesellschaft genannt, in dem sich literarisch interessierte Bürger mit Dichtern wie Friedrich Gottlieb Klopstock, Johann Wilhelm Ludwig Gleim u. v. a. trafen.
Als Prediger genoss Patzke in Magdeburg einen guten Ruf. Die kleine Heiligen Geist Kirche war an den Sonntagen stets gut besucht, so dass seine Freunde ihm auf den Grabstein schrieben: „War wirksam für Religion, Aufklärung und Menschenwohl.“ Seine Predigten wurden in mehreren Bänden gedruckt.

## Werke
- Freundschaftliche Briefe, Frankfurt und Leipzig 1754
- Virginia, ein Trauerspiel, Frankfurt und Leipzig 1755
- Der Sturm oder Die bezauberte Insel (Libretto) vertont von Johann Heinrich Rolle (1782)
- Predigten, eine Auswahl, Neue Ausgabe, Magdeburg 1779
- Musikalische Gedichte, Magdeburg und Leipzig 1780

## Bildquellen
- Kupferstich von Johann Samuel Fritsch 1776 (Fine Arts Museums of San Francisco); Gleimhaus Halberstadt (Bild Nr. 42).